# Belgisch-Surinaamse betrekkingen
Belgisch-Surinaamse betrekkingen verwijzen naar de huidige en historische betrekkingen tussen België en Suriname. 

## Diplomatieke betrekkingen
Suriname vestigde in 1976 een ambassade in Brussel. Vanuit Brussel worden ook de betrekkingen met de Europese Unie onderhouden.
In Paramaribo staat geen Belgische ambassade. Deze is gevestigd in Kingston, Jamaica. Er is wel een Belgisch honorair consulaat in Paramaribo gevestigd. Sinds februari 2022 is Hugo Verbist de niet-residerende ambassadeur van België voor Suriname.
Begin jaren 2023 verdiepten België en Suriname hun samenwerking op het gebied van personenverkeer en consulair en migratiebeleid.

## Uitwisseling
Medio jaren 2010 vormt België een hub voor onder meer Surinamers om in aanmerking te komen voor Europese verblijfspapieren, waarmee vervolgens de toegang tot Nederland vergemakkelijkt wordt omdat daar strengere regels gelden. Daarnaast bevindt zich een permanent verblijvende Surinaamse gemeenschap in België.
Voor vrouwelijke Belgische stagiaires van Vlaamse (Nederlandstalige) hogescholen vormt Suriname het populairste stageland buiten Europa. In bijvoorbeeld 2017 stuurden elf van de dertien Vlaamse hogescholen 179 stagiaires naar Suriname.

## Diplomatieke missie
- Ambassade van Suriname in België